# 명완벽
명완벽(明完璧, 1842년~1929년 10월 15일)은 조선(철종 ~ 일제 강점기)의 국악사, 가야금 명인이다. 호는 ‘진당(眞堂)’, 본관은 서촉(西蜀)으로, 한양 출생이다. 1861년 장악원 전악으로 임명되고, 1893년에는 악사에 올랐고, 1907년에는 장례원 국악사에 임명되었다. 1911년 이왕직 아악사에 임명되고, 제2대 아악사장이 되었다. 가야금의 명인으로 이름을 날렸고, 가곡 여창과 기타 다른 악기에도 능하였다. 1921년 서울 공회당에서 연주회를 가졌다.